# Oliver James
Oliver James (1 juni 1980) is een Engels acteur, muzikant en singer-songwriter. Hij is geboren in Ottershaw, Surrey.

## Biografie
Oliver James' geboortenaam is 'Oliver James Hudson', maar op zijn 19e heeft hij dat veranderd naar Oliver James, om verwarring met de acteur Oliver Hudson te voorkomen.
Hij heeft een opleiding gevolgd in de "Guildford School of Acting" in Surrey. Nadat hij afstudeerde speelde hij eerst in tv-spotjes en op het toneel. Hij werd bekend met de romantische film "What a Girl Wants", waarin hij als Ian de tegenspeler is van de Amerikaanse Amanda Bynes. Daarna was hij Hilary Duffs tegenspeler in "Raise Your Voice", waar hij de knappe Jay vertolkt.
Oliver is enig kind. Zijn vader is racewagenpiloot en eerst was Oliver van plan om dat ook te worden. In het middelbaar nam hij dan ook deel aan autoracen en motorcrossen. Nu woont hij in Los Angeles. Voor zijn acteercarrière speelde hij in een band. Hij speelt de drums, is zanger en voor zijn rol in "What a Girl Wants" leerde hij gitaarspelen. Dit deed hij ook in "Raise Your Voice", hoewel het daarin klassieke gitaar was.

## Filmografie
| Jaar | Titel                              | Rol          |
| ---- | ---------------------------------- | ------------ |
| 2002 | School's Out                       | Dean         |
| 2002 | RI:SI                              | Oliver James |
| 2003 | What a Girl Wants                  | Ian Wallace  |
| 2003 | The Afternoon Play                 | Dave         |
| 2004 | Raise Your Voice                   | Jay Corgan   |
| 2006 | The Innocence Project              | Nick         |
| 2009 | Without a Paddle: Nature's Calling | Ben Reed     |

## Discografie
- What a Girl Wants OST (2003) (gastoptredens compilatie)
- The Distance (single)

- Biblioteca Nacional de España: XX4904179
- International Standard Name Identifier: 0000 0001 1439 0685
- Library of Congress Control Number: no2005025687
- Virtual International Authority File: 19407344
- WorldCat: E39PCjGHxY6PJrvwfKGPWxRHYP